# Diecezja San Isidro de El General
Diecezja San Isidro de El General (łac. Dioecesis Sancti Isidori) – diecezja Kościoła rzymskokatolickiego w Kostaryce. Należy do metropolii San José de Costa Rica. Została erygowana 19 sierpnia 1954 roku.

## Biskupi diecezjalni
- Delfín Quesada Castro (1954 - 1974)
- Ignacio Nazareno Trejos Picado (1974 - 2003)
- Guillermo Loría Garita (2003 - 2013)
- Gabriel Enrique Montero Umaña (2013 - 2021)
- Juan Miguel Castro Rojas (od 2022)